# قنابة

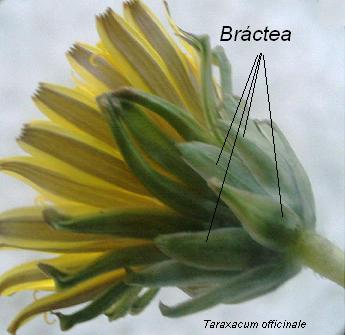

القنابة في علم النبات هي ورقة نبات خاصة أو معدلة، وخاصة المرتبطة في تركيب التكاثر كالزهرة، ومحور النورة، أو المخروط الصنوبري. القنابات غالبا ما تكون (وليس دائما) مختلفة عن الأوراق الخضرة. وقد تكون أصغر أو أكبر، أو من لون وشكل وملمس مختلف. عمومًا تبدو مختلفة من أجزاء الزهرة أيضا، مثل البتلات و/أو الكأس. ومن أنواعها الشرعان.